# Niedergebra
Niedergebra là một đô thị ở huyện Nordhausen, trong bang Thüringen, Đức. Đô thị Niedergebra có diện tích 9,99 km².